# 壱岐市立初山中学校
壱岐市立初山中学校（いきしりつはつやまちゅうがっこう, Iki City Hatsuyama Junior High School）は、2011年（平成23年）3月末まで長崎県壱岐市郷ノ浦町初山西触にあった公立中学校。略称は「初中」（はっちゅう）。

## 概要
歴史
1947年（昭和22年）の学制改革で、「初山村立初山中学校」として開校した。創立64周年を迎える目前の2011年（平成23年）3月に壱岐市の公立中学校規模適正化（統廃合）により閉校した。
校訓
「やる気・厳しさ・思いやり」
校章
学校の近くにある鏡岳神社の神体としてまつられている「鏡」（丸い形）を背景に、「中」の文字を置いている。
校歌
作詞は目良与志汎、作曲は山口健作による。歌詞の最後が「これぞ初山中学校」（2回）で終わる。壱岐市役所のホームページで校歌の曲（歌詞あり、歌詞なし）をダウンロードできる。
校区
壱岐市立初山小学校
制服
男子は学生服（学ラン）、女子はセーラー服。ジャージの色はオレンジ色。

## 沿革
- 1947年（昭和22年）4月23日 - 学制改革（六・三制の実施）により、「初山村立初山中学校」が開校。
  - 仮校舎 - 現 初山小学校の場所に併設。
  - 生徒数・学級数 - 106名・3学級（3学年総数）
- 1955年（昭和30年）2月11日 - 町村合併により、「郷ノ浦町立初山中学校」と改称。
- 1961年（昭和36年）9月15日 - 校歌を制定。
- 1962年（昭和37年）- 生徒数が最大210名となる。
- 1973年（昭和48年）4月 - 小学校との併設が解かれる。小学校の隣接地に校舎が完成。
- 2004年（平成16年）3月1日 - 壱岐島4町の合併により、「壱岐市立初山中学校」（最終名）に改称。
- 2008年（平成20年）9月 - 壱岐市教育委員会が中学校規模適正化（統廃合）計画を発表。
- 2011年（平成23年）3月31日 - 閉校（生徒数30名（中3を含む））。64年の歴史に幕を下ろす。在校生は新設の壱岐市立郷ノ浦中学校へスクールバスで通学することとなる。
- 2012年（平成24年）時点 - 校舎はコミュニティセンターハツヤマとして利用されている。

## 部活動
- ソフトテニス部 - 強豪校として知られていた。

## 周辺
- 壱岐市立初山小学校
- 初山郵便局

## 参考資料
- 広報いき 壱岐市役所 2010年（平成22年）11月号